# Maxime Maufra
Maximilien Émile Louis Maufra (Nantes, 17 de junio de 1861-Poncé-sur-le-Loir, 23 de mayo de 1918) fue un pintor francés.

## Biografía

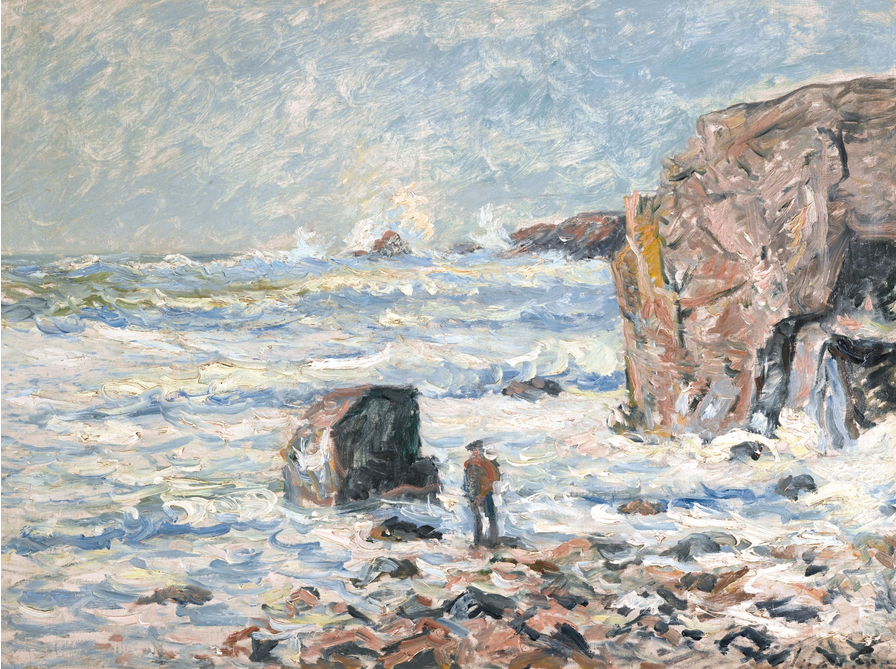
SILHOUETTE DEVANT UNE MER DÉMONTÉE 1890

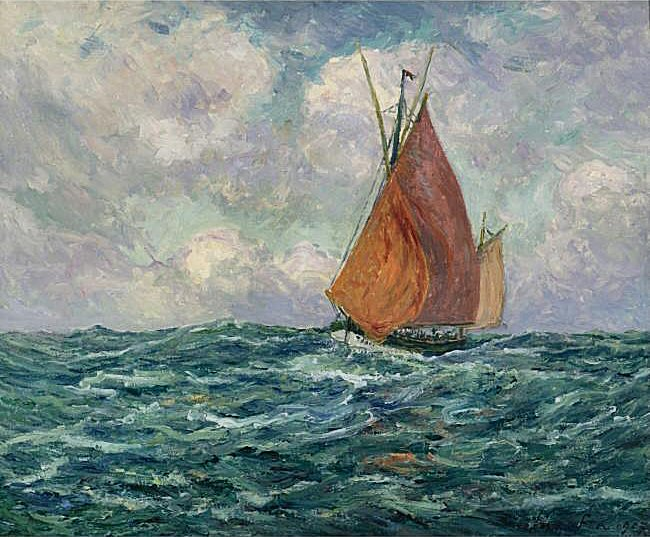
Barco atunero en el mar, 1907, Colección privada

Se inició en la pintura con Charles Leduc y su hermano Alfred Leduc en Nantes, reproduciendo los paisajes de las orillas del Loira, pero su padre, que había decidido convertirtlo en un hombre de negocios, le obligó a hacer un viaje de aprendizaje a Inglaterra. Allí descubrió la pintura de Turner y visitó Gales y Escocia, cuyos paisajes supondrían para él una fuente de inspiración. Regresó a Francia en 1884, y comenzó a la vez su actividad profesional y sus trabajos pictóricos. Entonces le descubrió el impresionismo Charles Le Roux.

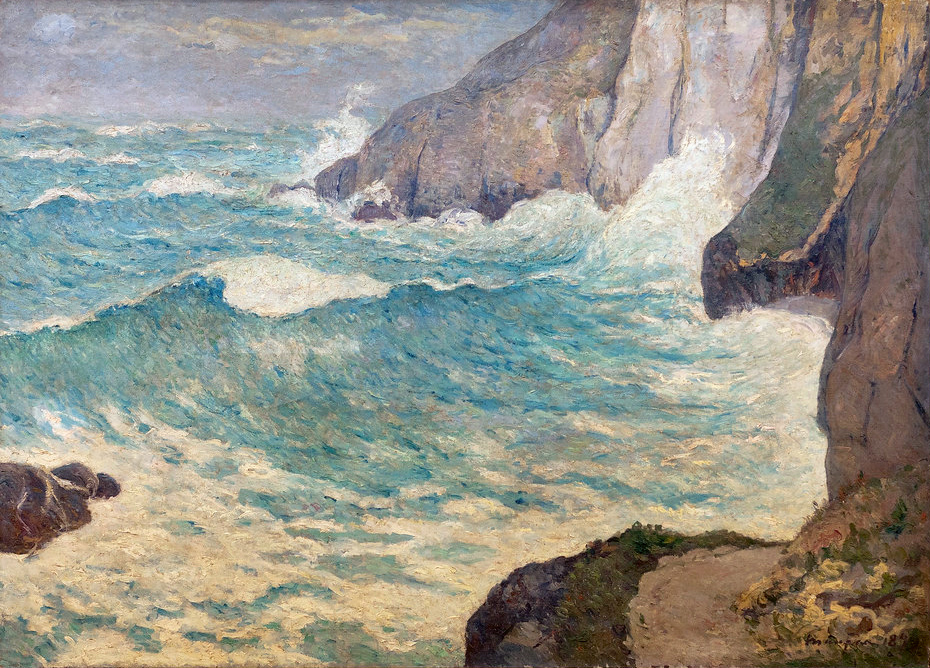
Maxime Maufra 1899 Marine par gros temps

En 1886, durante una exposición en el salón de París, fue descubierto por Octave Mirbeau, pero hasta 1890 no decidió consagrarse plenamente a la pintura.

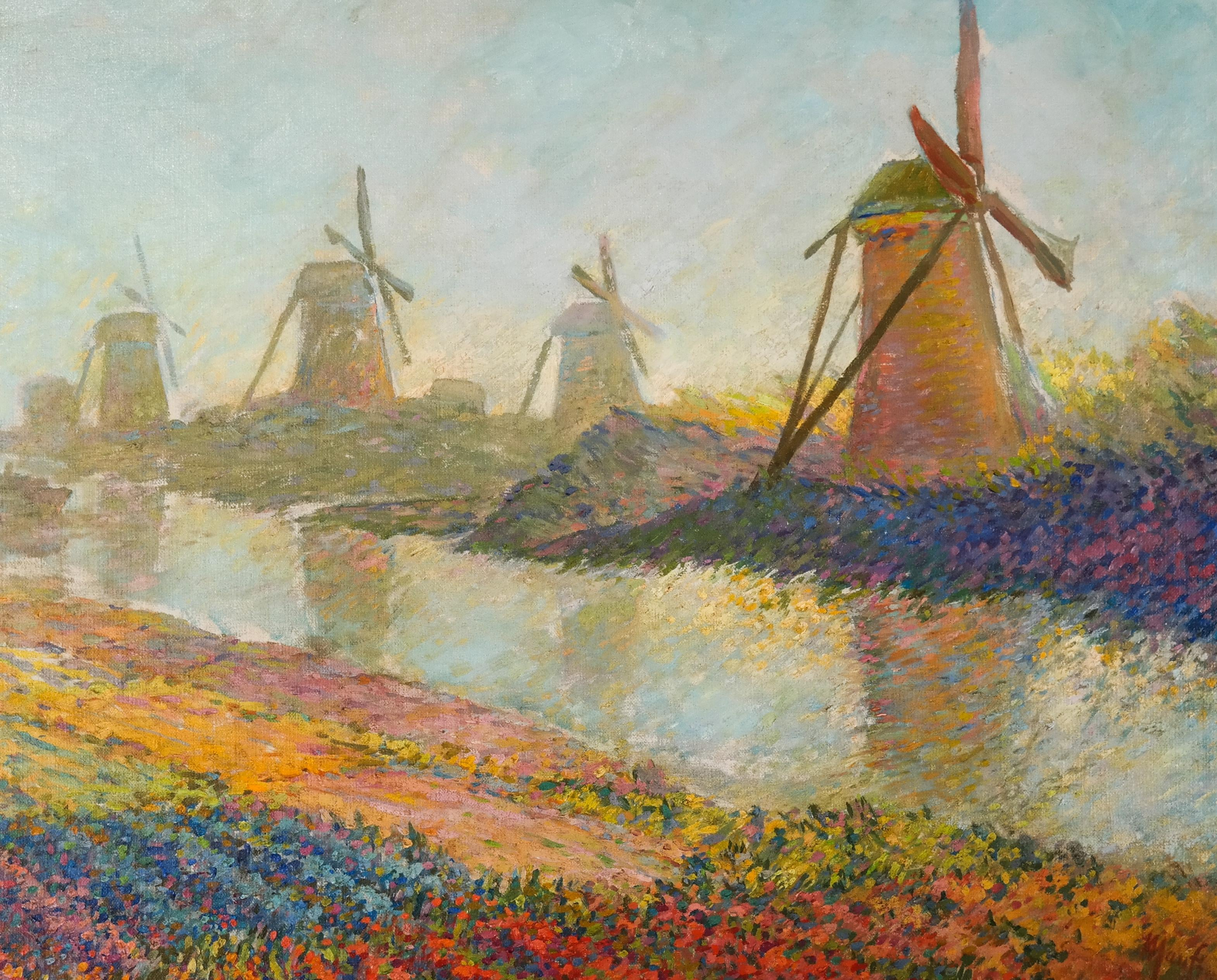
Molinos de viento - Maxime Maufra

Después de conocer a Paul Gauguin en 1890, pasó varias temporadas en Pont-Aven y en Le Pouldu, y acabó por profundizar un estilo propio para abordar los paisajes, con predilección por las estampas marinas de Bretaña. Posteriormente visitó Quiberon, la punta de Raz, la península de Crozon y otros lugares.
Fue militante regionalista y uno de los animadores de la Sección de Bellas Artes de la Unión Regionalista Bretona.

## Pont Aven
Fue durante una estancia en Pont-Aven en 1890 cuando conoció a Paul Gauguin y Paul Sérusier (1864-1927). La obra de estos artistas eclipsó la influencia que había experimentado de pintores como Pissarro y Sisley. Entonces estuvo fuertemente influido por el sintetismo, un estilo inventado por Émile Bernard (1868-1941) y desarrollado por Gauguin, quien traducía las formas en colores planos dispuestos en un patrón decorativo.

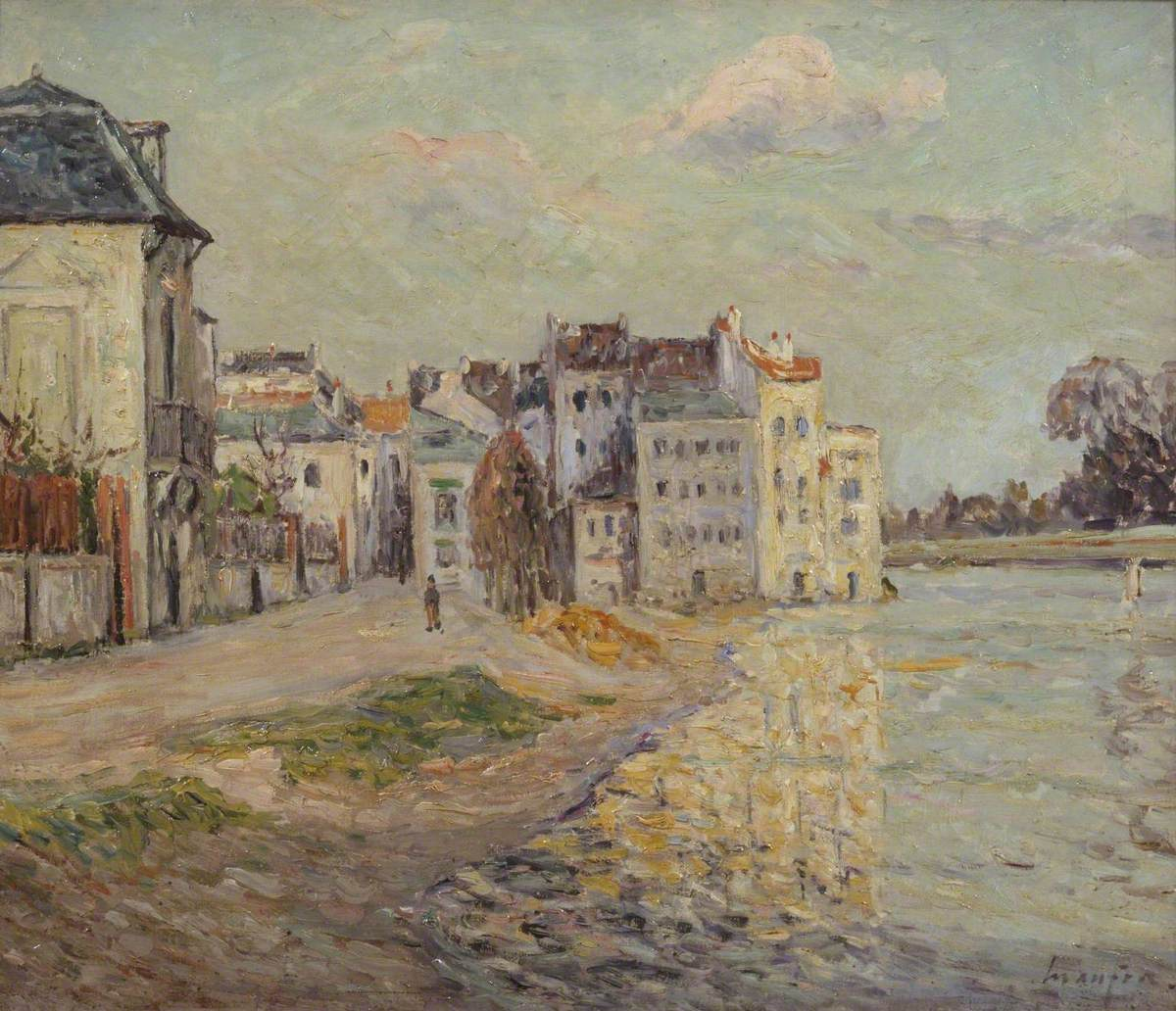
Maxime Maufra (1861-1918) - (Le Quai de Lagny inondé - 1908 - National Gallery

Entonces decidió dedicarse por completo a la pintura y se trasladó a Pont-Aven. Frecuentó, en 1891 y 1892, la posada de Marie Henry en Pouldu en compañía de Charles Filiger. Encontró a Gauguin unos años más tarde en París en 1893. Fue una oportunidad de aliento y apoyo mutuo entre estos dos artistas que se respetaban.

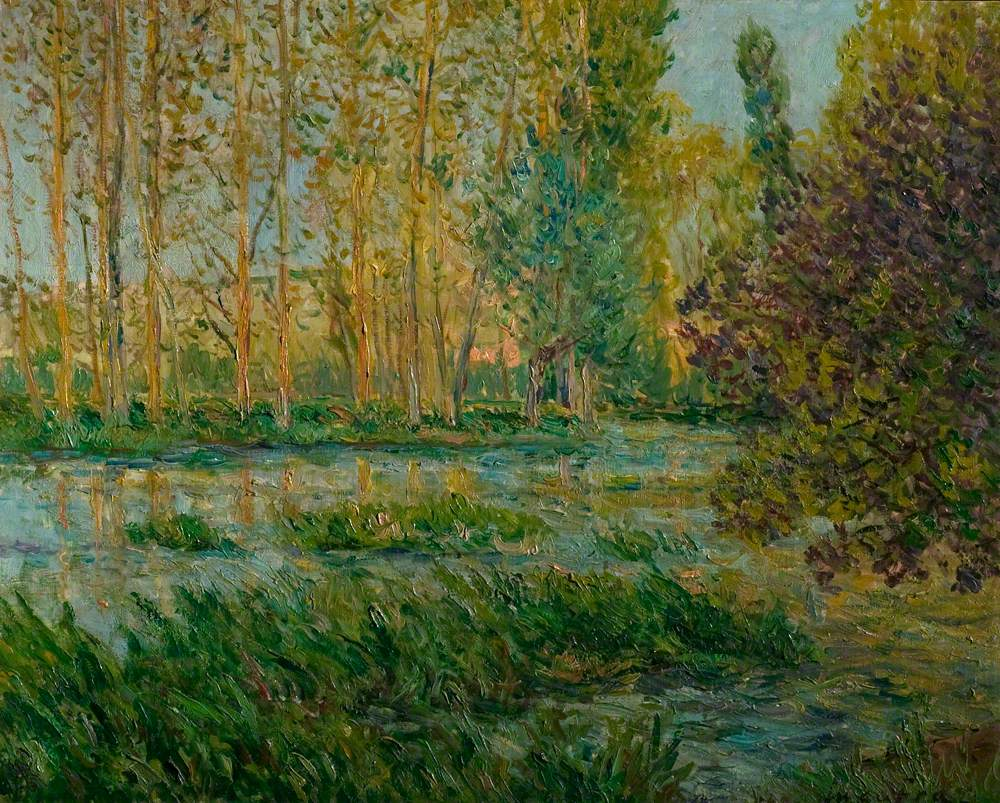
Maxime Maufra (1861-1918) - Bords du Loire - 1907 - Leicester Museum ^ Art Gallery

Sin embargo, muestra un toque de escepticismo que indica su independencia de carácter: "Estuve tres meses en este país bretón de Pont-Aven donde solo escuché hablar del puro verde veronés, el cromo, etc., teorías cromáticas más o menos absurdas. Prefiero los colores vivos, pero se puede pintar con negro… La cuestión es ser pintor, y aunque esta palabra desagrada a algunas personas, primero debes expresarte en este idioma."
En 1892, Maufra acudió con su amigo Émile Dezaunay al estudio de Eugène Delâtre donde realizaron sus primeros grabados, influidos por Paul Gauguin. Fue el primero en instalarse en el Bateau-Lavoir de Montmartre en 1893, y frecuentaban su estudio sus amigos Dezaunay, Aristide Briand, así como el poeta Victor-Émile Michelet.

## El reconocimiento

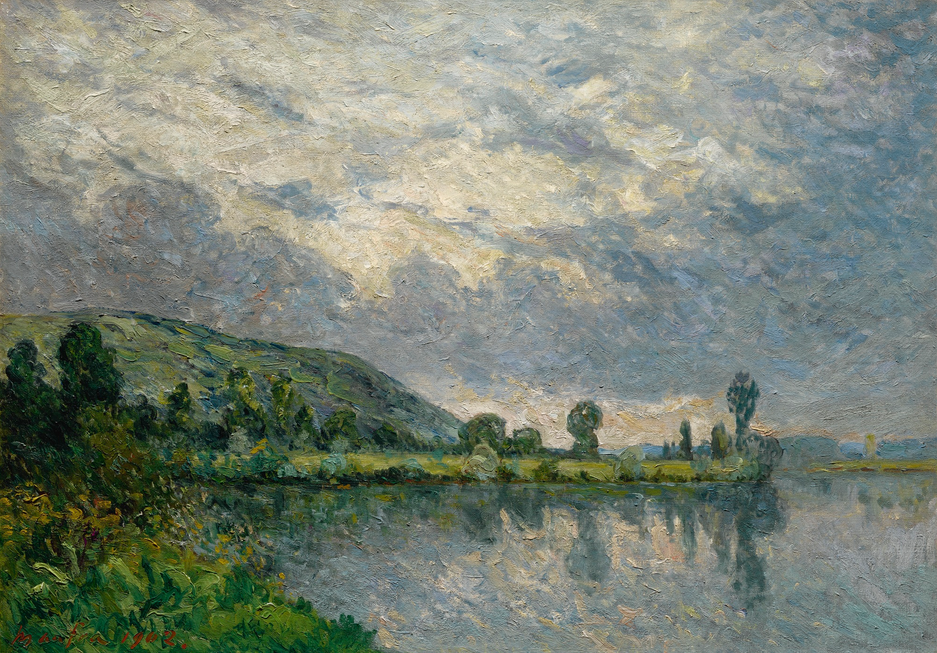
TEMPS D'ORAGE, LES ANDELYS, EURE 1902

En 1892 expuso una muestra de su obra en la segunda exposición de pintores impresionistas y simbolistas en Le Barc de Boutteville (París), con Louis Anquetin, Émile Bernard, Pierre Bonnard, Maurice Denis, Charles Filiger, Maximilien Luce, Henry Moret, Camille Pissaro, Paul-Élie Ranson, Paul Sérusier, Paul Signac y Henri de Toulouse-Lautrec durante el verano de 1892.
Luego expone en la galería Durand-Ruel, que será su marchante hasta la muerte del artista, y organizará numerosas exposiciones de sus obras.
En la primavera de 1894, se volvieron a ver con Gauguin en Bretaña en Le Pouldu, luego Maufra partió para descubrir en Finistère, Trégor. Acabó profundizando en su propio camino acercándose a los paisajes con predilección por las marinas de Bretaña. También visitó la región del Dauphiné y los alrededores de Le Havre.

Ese mismo año expuso en el Salón de la Sociedad Nacional de Bellas Artes y en el Salon des Indépendants y en 1895 participó en la Exposition des Bretons de Paris, luego en varias exposiciones en 1896, 1897 y 1901.

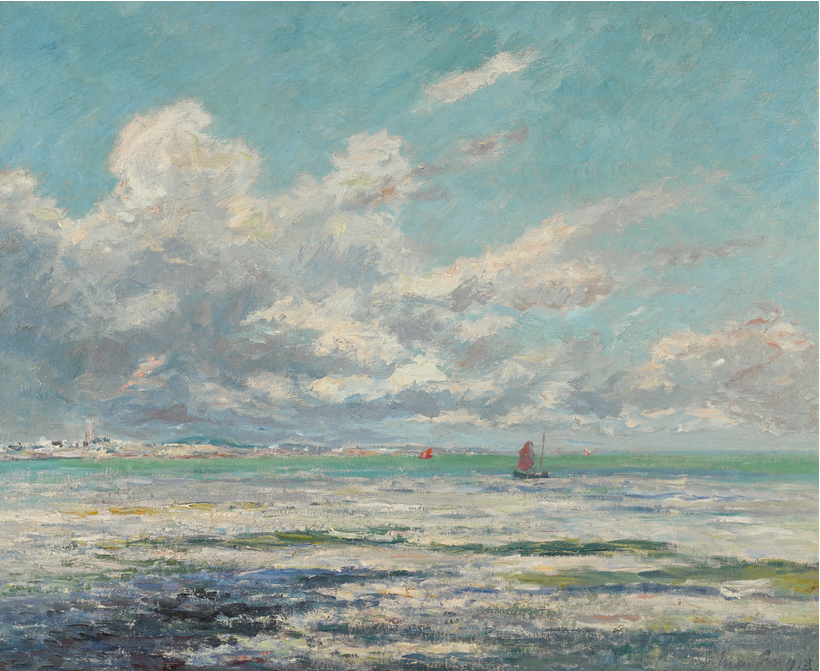
MARÉE BASSE À KERHOSTIN

Tras un viaje a Escocia en el verano de 1895, se casa en Londres con Céline Le Floc'h, a quien había conocido en Pont-Aven.
Escribiendo a un amigo en 1897, declaraba: “¡Busco los grandes horizontes, los cielos!... Quisiera que los paisajes fueran clásicos, sencillos e inmensos”.
En 1903, cofundó con Frantz Jourdain el Salon d'Automne en el Petit Palais y expuso en 1904.
Después se quedó en Quiberon, en la Pointe du Raz, en la península de Crozon y en muchos otros lugares.

## Instalación en Kerhostin
Se instaló en 1903 en una pequeña granja en Kerhostin, que adquirió en 1910. Intentó sin éxito reconstituir allí un pequeño grupo. Sólo se unirá a él Léon Duval-Gozlan (1853-1941), cansado de la vida parisina.

Fue nombrado pintor de la Armada en 1916.

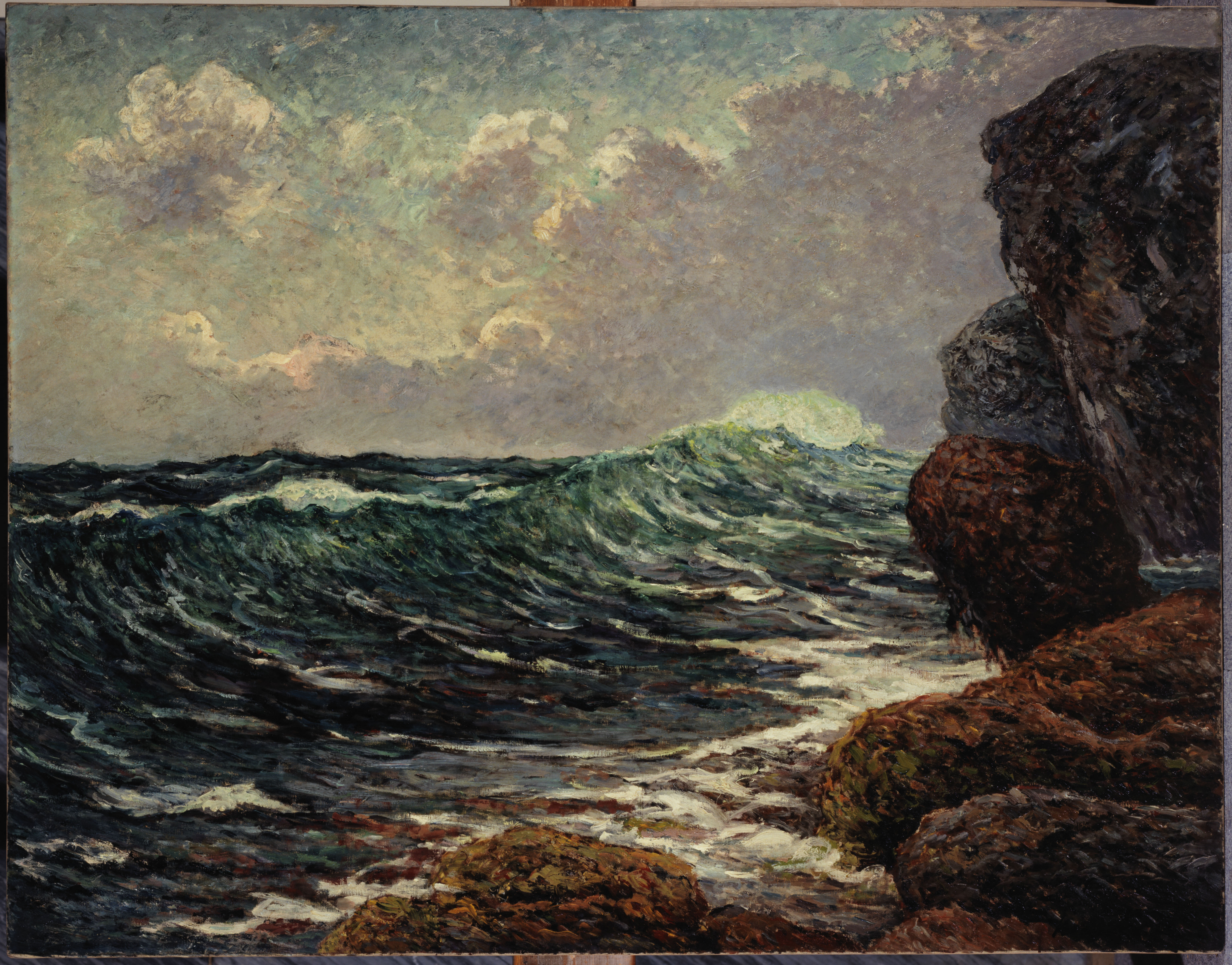
Maxime Maufra - La marée montante à Port-Blanc - 1914 - Musée des Beaux-Arts de la ville de Paris

Murió de un infarto el 23 de mayo de 1918 en Pont à Poncé, donde había instalado su caballete.

## Obra

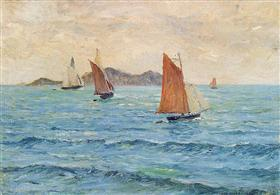
Maufra - Sailboats

### Dibujos
- Beuzec-Conq à Concarneau, 1911, aquarelle, Musée des beaux-arts de Nantes
- La baie de Concarneau, dessin, Musée des beaux-arts de Nantes

### Pinturas
- Auvers-sur-Oise, Musée Daubigny :
  - Bateau au coucher du soleil, Huile sur toile

- Musée des Beaux-Arts de Brest
  - Marine par gros temps, 1899, huile sur toile, 150 x 208,5 cm ;
  - Pont-Aven, ciel rouge, 1892, huile sur carton marouflé sur bois, 29,6 x 44,5 cm.
- Vue du port de Pont-Aven, vers 1893-1894, musée des Beaux-Arts de Quimper
- La plage à Yport, 1900, collection de la Communauté française de Belgique
- Côte de Goulphar sous le soleil, 1900, musée des Beaux-Arts de Rennes
- Grosse mer, vers 1894, musée Lambinet, Versailles
- La baie de Douarnenez, 1906, huile sur toile, 73 x 92 cm, dépôt du Musée d'Orsay, Gray (Haute-Saône), Musée Baron-Martin
- Les bords du Blavet, 1911, Musée d'Orsay, Paris
- Musée des Beaux-Arts de Nantes :
  - Barque échouée (Lac étiré en Écosse), 1884 ;
  - Bords de Loire
  - Brouillard sur la Seine (Les Andelys) ;
  - Côte de Domois (Belle-Île-en-Mer)
  - La Prairie d'amont, 1888, huile sur toile, 79 × 109 cm

- Place Saint-André-des-Arts, rue Suger, huile sur toile, Genève, Musée du Petit Palais.